# Acupe
Canoas no porto de Acupe
Acupe é um distrito municipal de Santo Amaro, no estado brasileiro da Bahia. É banhado pela Baía de Todos os Santos.[carece de fontes?] Segundo o censo demográfico de 2010, havia 7 451 habitantes no distrito.
Tem origem nas comunidades indígenas e africanas e elas tornam o distrito conhecido pelas suas manifestações culturais (Nego Fugido, Caretas de Acupe, Burrinha). Durante o período colonial, o território foi uma sesmaria pertencente a Mem de Sá, terceiro governador-geral do Brasil, e, posteriormente, era ocupado por três engenhos principalmente: Engenho Murundu, Engenho São Gonçalo e Engenho Acupe, tendo o último rendido o nome do distrito atual.
Suas comunidades tradicionais pesqueiras tornam a pesca artesanal e a mariscagem as principais atividades econômicas de Acupe. Por outro lado, há ainda empreendimentos de criação de camarões nas áreas de manguezal, ocasionando problemas a esse bioma.